# 托馬什皮爾區
托馬什皮爾區（烏克蘭語：Томашпільський район）是位於烏克蘭西南部文尼察州的舊區，原首府設於托馬什皮爾，2020年烏克蘭行政區劃改革以後被撤銷，併入圖利欽區。該區面積780平方公里，2013年人口34,627，人口密度每平方公里44.39人。

## 外部連結
- https://web.archive.org/web/20130724112521/http://tomrayrada.org.ua/